# Lana Gojak Bajt
Lana Gojak Bajt (Pula, 1983.) je hrvatska kazališna i televizijska glumica. Matična kuća joj je Hrvatsko narodno kazalište u Zagrebu.

## Životopis
Lana je rođena u Puli 20. studenog 1983. Prije Akademije bila je članica Dramskog studija Istarskog Narodnog Kazališta, INK-a, u Puli gdje nastupa u brojnim predstavama. Diplomirala je glumu na Akademiji dramske umjetnosti, ADU u Zagrebu. 2007. gostuje u humurističnoj seriji "Bibin svijet" kao Mimi te nakon toga dobiva glavnu ulogu Nine Brlek u seriji "Ne daj se, Nina". Gostuje u mnogim humurističnim serijama te u telenoveli "Larin izbor" gdje u desetak epizoda nastupa kao zatvorska čuvarica.
2018. godine udala se za televizijskog redatelja Sinišu Bajta.

## Filmografija

### Televizijske uloge
- "Čista ljubav" kao mlada Edita Leskovar (2017. – 2018.)
- "Larin izbor" kao čuvarica (2012. – 2013.)
- "Provodi i sprovodi" kao gospođica (2011.)
- "Stipe u gostima" kao šefica sale/prodavačica/Tihana (2009. – 2013.)
- "Ne daj se, Nina" kao Nina Brlek (2007. – 2008.)
- "Bibin svijet" kao Mimi (2007.)

### Filmske uloge
- "Do kraja smrti" kao kišna kraljica (2018.)
- "Egzorcizam" kao TV reporterka (2017.)
- "Jednom davno u zimskoj noći" (2012.)
- "Trajna posudba" (kratki film) kao Lana (2010.)

### Sinkronizacija
- "Mali gangster" (2017.)
- "Brzi Ozzy" kao Maza (2017.)

## Vanjske poveznice
- Lana Gojak u internetskoj bazi filmova IMDb-u (engl.)
- Stranica na Mala-scena.hr  Arhivirana inačica izvorne stranice od 7. prosinca 2010. (Wayback Machine)